# Ommata jejuna
Ommata jejuna là một loài bọ cánh cứng trong họ Cerambycidae.